# Neuvillette (Aisne)
Neuvillette és un municipi francès situat al departament de l'Aisne i a la regió dels Alts de França. L'any 2007 tenia 198 habitants.

## Demografia

### Població
El 2007 la població de fet de Neuvillette era de 198 persones. Hi havia 72 famílies de les quals 24 eren unipersonals (8 homes vivint sols i 16 dones vivint soles), 12 parelles sense fills i 36 parelles amb fills.
La població ha evolucionat segons el següent gràfic:
Habitants censats

### Habitatges
El 2007 hi havia 82 habitatges, 75 eren l'habitatge principal de la família, 1 era una segona residència i 6 estaven desocupats. Tots els 81 habitatges eren cases. Dels 75 habitatges principals, 63 estaven ocupats pels seus propietaris i 12 estaven llogats i ocupats pels llogaters; 4 tenien dues cambres, 11 en tenien tres, 22 en tenien quatre i 38 en tenien cinc o més. 45 habitatges disposaven pel capbaix d'una plaça de pàrquing. A 27 habitatges hi havia un automòbil i a 36 n'hi havia dos o més.

### Piràmide de població
La piràmide de població per edats i sexe el 2009 era:
| Homes | Edats   | Dones |
| ----- | ------- | ----- |
| 0     | 95 o +  | 0     |
| 0     | 90 a 94 | 0     |
| 0     | 85 a 89 | 0     |
| 0     | 80 a 84 | 0     |
| 0     | 75 a 79 | 0     |
| 4     | 70 a 74 | 8     |
| 8     | 65 a 69 | 20    |
| 4     | 60 a 64 | 4     |
| 0     | 55 a 59 | 0     |
| 4     | 50 a 54 | 4     |
| 8     | 45 a 49 | 0     |
| 8     | 40 a 44 | 16    |
| 0     | 35 a 39 | 0     |
| 20    | 30 a 34 | 12    |
| 0     | 25 a 29 | 8     |
| 4     | 20 a 24 | 8     |
| 8     | 15 a 19 | 8     |
| 8     | 10 a 14 | 0     |
| 4     | 5 a 9   | 4     |
| 8     | 0 a 4   | 12    |

## Economia
El 2007 la població en edat de treballar era de 124 persones, 93 eren actives i 31 eren inactives. De les 93 persones actives 80 estaven ocupades (42 homes i 38 dones) i 13 estaven aturades (5 homes i 8 dones). De les 31 persones inactives 3 estaven jubilades, 11 estaven estudiant i 17 estaven classificades com a «altres inactius».

### Ingressos
El 2009 a Neuvillette hi havia 75 unitats fiscals que integraven 189 persones, la mediana anual d'ingressos fiscals per persona era de 16.823 €.

### Activitats econòmiques
Dels 5 establiments que hi havia el 2007, 2 eren d'empreses de construcció, 1 d'una empresa d'hostatgeria i restauració, 1 d'una empresa de serveis i 1 d'una empresa classificada com a «altres activitats de serveis».
Dels 4 establiments de servei als particulars que hi havia el 2009, 1 era un electricista, 1 empresa de construcció, 1 perruqueria i 1 restaurant.
L'any 2000 a Neuvillette hi havia 6 explotacions agrícoles.

## Equipaments sanitaris i escolars
El 2009 hi havia una escola elemental integrada dins d'un grup escolar amb les comunes properes formant una escola dispersa.

## Poblacions més properes
El següent diagrama mostra les poblacions més properes.